# Kamsanahalli, Mulbagal
Kamsanahalli là một làng thuộc tehsil Mulbagal, huyện Kolar, bang Karnataka, Ấn Độ.